# EidosMedia
EidosMedia S.p.A. è una società di software. Fondata nel 1999, la compagnia ha sede principale a Milano, con uffici a Londra, Parigi, Francoforte, New York, Sydney, Shanghai e Porto.
Il principale prodotto della EidosMedia è Méthode, un content management system per la pubblicazione di file multimediali. Basato sul markup linguaggio XML.

## Storia
EidosMedia è stata fondata nel 1999.

## Clienti
Tra i primi clienti dell'azienda figurano Il Sole 24 Ore, RCS MediaGroup e Adnkronos in Italia.
La prima azienda internazionale ad acquistare Méthode nel 2002 fu Financial Times di Londra.
Tra gli attuali clienti figurano The Wall Street Journal, The Washington Post, e The Boston Globe,  The Financial Times, The Times e The Sun, Le Figaro, Les Échos e Le Monde, così come gruppi editoriali nazionali e regionali in Europa, Stati Uniti, Africa e Asia-Pacifico.

## Accoglienza
La reazione dell'utente al software Méthode è stata sia critica che favorevole.
Il difensore civico del Washington Post ha riferito che la transizione del giornale verso Méthode è stata particolarmente difficile. "Ogni impiegato della redazione è alle prese con il programma, non solo i tecnici."  Quando il giornalista James V. Grimaldi lasciò il Washington Post, disse nella sua nota di addio che "amava ogni minuto trascorso lì", tranne Méthode. Si riferì al software con - "Méthode è congelato" - in riferimento a un problema comune con il programma.
Altri utenti del Washington Post si riferivano ad esso come il "nuovo CMS universalmente disprezzato"  Il Washington Post ha iniziato a sostituire Méthode con un suo software personalizzato.
Allo stesso modo, il Boston Globe inizialmente ha avuto diversi problemi con il programma. Nel 2012, l'editore capo Caleb Solomon ha riferito che i giornalisti presenti sul giornale erano sul "punto di ebollizione" per problemi tecnici con il software. Nell'ottobre 2015, la casa madre del Boston Globe ha annunciato l'intenzione di iniziare gradualmente la transizione da Méthode a WordPress.
Anche i dipendenti di NewsCorp hanno ripetutamente sollevato lamentele riguardo al programma. Tuttavia, News Corp ha continuato a espandere l'uso di Méthode in altre pubblicazioni.
Le reazioni favorevoli includono quelle di Londra del Financial Times, Il quotidiano italiano La Stampa e il gruppo belga Mediahuis dove le case editrici hanno espresso soddisfazione per la maggiore velocità e flessibilità dei loro sistemi dopo l'implementazione.